# Miss You Much
Singles de Janet Jackson
Funny How Time Flies (When You're Having Fun)
(1987) Rhythm Nation
(1989)
Miss You Much est une chanson de Janet Jackson, premier single issu de son quatrième album studio, Rhythm Nation 1814 (1989). La chanson a été écrite et produite par Jimmy Jam et Terry Lewis.

## Histoire
De nombreux espoirs reposaient sur cette chanson, les détracteurs de Janet Jackson clamant qu'elle avait eu du succès par hasard et que son album Control serait son seul succès. Miss You Much est devenu l'un des plus grands succès de Janet, atteignant la première place du Billboard Hot 100 et du Hot R&B/Hip-Hop Songs. Le titre est resté à la première place du Billboard Hot 100 pendant quatre semaines. Il s'est vendu à plus de quatre millions d'exemplaires, ce qui en a fait la chanson la plus vendue de l'année 1989.
Janet Jackson a remporté deux American Music Awards pour Miss You Much : Meilleur single Soul/R&B et Meilleur single dance. Elle également remporté le Grammy Award de la meilleure performance vocale R&B et Soul Train Award du meilleur single Soul/R&B. Le single une face B intitulée "You Need Me", une chanson enregistrée pour l'album Rhythm Nation mais non retenue. Cette chanson parle des rapports entre Janet Jackson et son père et du fait que les rôles sont désormais inversées : c'est lui qui a besoin d'elle. Au moment de sa sortie, il a été rapporté que cette face B était le fruit de la pression exercée sur Janet par sa maison de disques, dans l'intention se sortir un « Control n°2 », censé démentir les rumeurs sur la famille Jackson. Cette chanson, autobiographique, est considérée comme un objet de collection.
Janet Jackson a  interprété cette chanson lors de chacune de ses tournées, dont le Number Ones: Up Close and Personal.
La chanson contient un sample d'une chanson de Prince, parue en 1984 sur l'album Purple Rain : I Would Die 4 U.

## Clip vidéo
Réalisé par Dominic Sena en août 1989, le clip vidéo de Miss You Much est en noir et blanc et se déroule dans une salle de billard. Au début de la vidéo, les danseurs de Janet parlent de son petit-ami. Janet entre et ses danseurs la regardent. L'un d'eux lui demande d'où elle vient. Elle les traite de et commence à danser et chanter. La vidéo se terminepar une chorégraphie avec des chaises. Cette chorégraphie se trouve sur le CD et DVD Rhythm Nation Compilation.

## Remixes officiels
- Album Version – 4:12
- Design of a Decade International Edit – 3:51
- A Cappella – 3:25
- 7" Edit – 3:55
- Mama Mix – 7:24
- Oh I Like That Mix – 4:56
- Sing It Yourself Mix – 4:19
- Shep's 7" House Mix – 4:56
- Shep's House Mix – 8:45
- Shep's House Dub – 6:05
- Slammin' 7" R&B Mix – 4:17
- Slammin' R&B Mix – 7:45
- Slammin' Dub – 5:48
- The Bass You Much Mix/That Bass You Much Mix – 4:20

## Supports
Vinyle (international)/Microdisquette Japon/K7 (international)
1. "Miss You Much" (7" edit)
2. "You Need Me"

Maxi CD Japon
1. "Miss You Much" (7" edit) – 3:57
2. "Miss You Much" (Mama Mix) – 7:24
3. "Miss You Much" (Slammin' R&B Mix) – 7:37
4. "Miss You Much" (Shep's House Mix) – 8:38
5. "Miss You Much" (Shep's House Dub) – 6:03
6. "Miss You Much" (Slammin' Dub) – 5:45
7. "Miss You Much" (7" R&B Remix) – 4:17
8. "Miss You Much" (7" House Mix) – 4:56
9. "Miss You Much" (7" Slammin' R&B Mix) – 4:28
10. "Miss You Much" (That Bass You Much Mix) – 4:22
11. "Miss You Much" (Oh I Like That Mix) – 4:58
12. "Miss You Much" (Sing It Yourself Mix) – 4:21
13. "Miss You Much" (a cappella) – 3:26

Maxi CD Royaume-Uni
1. "Miss You Much" (7" edit)
2. "Miss You Much" (Mama Mix)
3. "You Need Me"

Maxi 45 tours Royaume-Uni
1. "Miss You Much" (Mama Mix)
2. "Miss You Much" (Oh I Like That Mix)
3. "You Need Me"

Maxi 45 tours international
1. "Miss You Much" (Mama Mix)
2. "Miss You Much" (Sing It Yourself Mix)
3. "Miss You Much" (Oh I Like That Mix)
4. "You Need Me"

CD international
1. "Miss You Much" (7" edit)
2. "Miss You Much" (Mama Mix)
3. "Miss You Much" (Sing It Yourself Mix)
4. "You Need Me"

Vinyle promo États-Unis/Vinyle RFA – The Shep Pettibone Mixes
1. "Miss You Much" (Slammin' R&B Mix) – 7:45
2. "Miss You Much" (Slammin' Dub) – 5:48
3. "Miss You Much" (a cappella) – 3:25
4. "Miss You Much" (Shep's House Mix) – 8:45
5. "Miss You Much" (Shep's House Dub) – 6:05
6. "Miss You Much" (The Bass You Much Mix) – 4:20

Maxi CD – The Shep Pettibone Mixes RFA
1. "Miss You Much" (7" Slammin' R&B Mix) – 4:30
2. "Miss You Much" (7" House Mix) – 4:55
3. "Miss You Much" (7" R&B Mix) – 4:20
4. "Miss You Much" (Slammin' R&B Mix) – 7:45

Picture-disc Australie
1. "Miss You Much" (Slammin R&B Mix)
2. "Miss You Much" (Slammin Dub)
3. "Miss You Much" (Shep's House Mix)
4. "Miss You Much" (Shep's House Dub)

## Dans la culture populaire
- On peut entendre "Miss You Much" dans un épisode de l'émission Tori Spelling, So NoTORIous.
- Le 23 octobre 1989 et le 5 janvier 1992, ce titre de Janet Jackson est à la fois le premier et le dernier à être diffusé sur l'antenne de l'éphémère radio MAXXIMUM.
- En 1990, la chanson a été utilisée dans une des scènes d'ouverture du film Papa est un fantôme, avec Bill Cosby.
- La chanson a été reprise par Youme, en 2005, pour le film 200 Pounds Beauty. Dans le film, la chanson est interprétée par la chanteuse coréenne fictive, Ammy.
- En 2007, la chanson "Follow My Lead", interprétée par 50 Cent et Robin Thicke mentionne "Miss You Much" : "Like Janet Jackson says, I miss you much.
- En 2001, lors de l'émission MTV Icon, les chanteurs Pink, Usher et Mýa ont rendu hommage à Janet Jackson. Pink a reproduit la chorégraphie avec les chaises issue du clip vidéo.

## Classements
| Chart (1989)                         | Meilleure position |
| ------------------------------------ | ------------------ |
| Australian Singles Chart             | 12                 |
| Belgian Singles Chart (Flandre)      | 21                 |
| Canadian Singles Chart               | 1                  |
| Dutch Top 40                         | 15                 |
| Finnish Singles Chart                | 20                 |
| French Singles Chart                 | 66                 |
| German Singles Chart                 | 16                 |
| Irish Singles Chart                  | 22                 |
| Italian Singles Chart                | 22                 |
| New Zealand Singles Chart            | 2                  |
| Swiss Singles Chart                  | 20                 |
| UK Singles Chart                     | 22                 |
| U.S. Billboard Hot 100               | 1                  |
| U.S. Billboard Hot R&B/Hip-Hop Songs | 1                  |
| U.S. Billboard Hot Dance Club Play   | 1                  |